# 马修斯·雷特·纳西门托
马修斯·雷特·纳西门托（葡萄牙語：Matheus Leite Nascimento；1983年1月15日—），通称“马修斯”，巴西足球运动员，场上司职前锋，现效力于中甲球队浙江。